# Abbazia di Esrum
L'abbazia di Esrum o di Esrom (in danese: Esrum o Esrom Kloster) è un'abbazia cistercense vicino Hillerød nella regione di Hovedstaden, sull'isola di Zelanda (Sjælland), sulla sponda settentrionale dell'Esrum Sø (lago Esrom) vicino Esbønderup e Græsted; è la seconda abbazia cistercense fondata in Danimarca,

## Storia
L'abbazia di Esrum venne fondata dai benedettini intorno al 1140, e costruita vicino al sito religioso pre-cristiano, in seguito chiamato Esrum Spring, dove potrebbe essere esistita una piccola cappella in legno prima della costruzione dell'abbazia. L'abbazia venne rilevata dai cistercensi nel 1151 sotto la giurisdizione del vescovo Eskil di Lund, e divenne filiazione dell'abbazia di Clairvaux. Esrum, a sua volta, divenne nel corso del tempo la casa madre di una serie di altre importanti fondazioni cistercensi: abbazia di Vitskøl, abbazia di Sorø in Danimarca; abbazia di Ryd, ora nello Schleswig-Holstein e abbazia di Kołbacz nei pressi di Stettino. I monaci di Esrum fondarono anche l'abbazia di Dargun nel Mecklenburg nel 1172, ma la abbandonarono dopo un'ostile azione militare nel 1198, e la storia successiva di Dargun si basa sulla sua rifondazione nel 1208 da parte dell'abbazia di Doberan. La ex comunità di Dargun peraltro fondò l'abbazia di Eldena.
L'abbazia di Esrum andò a fuoco nel 1194 e quindi nel 1204, e in conseguenza ne risultò la costruzione di una nuova chiesa - a tre navate in modello di basilica con transetti e coro rettangolare - e del monastero costruito in mattoni rossi, il materiale da costruzione più comune del tempo nella regione.
Nel 1355 la regina, Helvig di Schleswig, consorte del re Valdemaro IV di Danimarca (Valdemar Atterdag), divenne suora laica a Esrum dopo essere stata estromessa dall'amante di re Valdemaro, Tove. La regina fu sepolta nella chiesa abbaziale, dove portò i doni reali lasciandoli all'abbazia. Sua figlia, Margherita I di Danimarca, continuò a dare il patrocinio reale ad Esrum, che incrementò la beneficenza di altre famiglie nobili sulla Zelanda.

### Dissoluzione
La Danimarca divenne ufficialmente Luterana nel 1536 con l'adozione dell'ordine luterano da parte del re e del Consiglio di Stato, ed Esrum divenne un bene della corona danese. Poté continuare a funzionare come monastero fino al 1559, quando rimanevano soltanto 11 monaci e l'abate venne trasferito all'abbazia di Sorø. Gli edifici di Esrum vennero poi ampiamente abbattuti per recuperare materiali da costruzione, a quanto pare destinati alla costruzione del castello di Kronborg  sotto la cui giurisdizione cadde l'abbazia.
Nel XVII secolo le strutture rimanenti sono state convertite in un casino di caccia per il re e i suoi cortigiani, e il sito fu utilizzato anche come scuderia fino al 1717, dopo di che divenne una caserma per i dragoni fino al 1746. Da allora in poi gli edifici sono stati utilizzati per una varietà di attività amministrative militari e civili, diventando di proprietà dell'amministrazione del governo locale di Frederiksborg Amt.
Durante la seconda guerra mondiale il sito venne temporaneamente usato come deposito sicuro per gli archivi nazionali danesi, e subito dopo la guerra è stato utilizzato per la sistemazione di rifugiati provenienti dalla Lettonia.

## Codex Esromensis
Una trascrizione di una collezione di carte dell'abbazia tra il 1374 e il 1497, costituita principalmente da lettere, è stata conservata in Det Kongelige Bibliotek come "Codex Esromensis".